# Principado de Serbia (medieval)
El Principado de Serbia o Principado serbio (en serbio: Cрпска кнежевина/Srpska kneževina) fue un estado medieval serbio gobernado por la dinastía Vlastimirović, que existió desde alrededor de 780 hasta 969 en el sureste de Europa. Su primer gobernante conocido por su nombre fue Višeslav. En 822, los serbios gobernaban la «mayor parte de Dalmacia», y al mismo tiempo los búlgaros habían tomado las tierras al este, preparándose para conquistar Serbia. Vlastimir derrotó al ejército búlgaro en una guerra de tres años (839-842), y los dos poderes vivieron en paz durante algunas décadas. Los tres hijos de Vlastimír lograron gobernar Serbia juntos, aunque no por mucho tiempo; Serbia se convirtió en una pieza clave en la lucha de poder entre los bizantinos y búlgaros (en alianza predominantemente bizantina), que también dio lugar a grandes guerras civiles dinásticas por un período de tres décadas. Serbia fue anexada por los búlgaros durante tres años (924-927), hasta el regreso del rehén político Časlav, que unificó varias provincias, convirtiéndose en el más poderoso de los Vlastimirović. Un acontecimiento importante fue el establecimiento del cristianismo como religión del estado en 869, y la fundación de la primera eparquía serbia, la Eparquía de Ras. La información de la dinastía Vlastimirović terminó con De Administrando Imperio (fl. 950–960). Serbia fue anexada por los bizantinos en 969 convirtiéndose en el Catapanato de Ras.